# Krum
Krum (în bulgară Крум), (n. 755 d.Hr., Bulgaria de pe Volga – d. 13 aprilie 814 d.Hr., Pliska, Țaratul Bulgar) a fost un han protobulgar în perioada: 796/803 - 814. În timpul domniei, sale teritoriul Bulgariei dunărene s-a dublat, având granițele de la Dunărea mijlocie la Nipru și de la Odrin la Munții Tatra.

## Originea familiei
Există două ipoteze despre originea familiei lui Krum. Potrivit primei ipoteze, familia sa a provenit din Pannonia, unde stăpâneau avarii. Potrivit celeilalte ipoteze (mai populară), Krum s-ar fi născut în Macedonia. Tatăl său, Toktu, a fost un membru al unei familii nobile protobulgare și a devenit un conducător al Bulgariei dunărene în anii 766-767. Probabil făcea parte dintr-o ramură a clanului "regal" turcic Dulo care s-a stabilit în Macedonia, ramură condusă de Kuber și care a înființat un nou stat bulgar, cu un ajutorul slavilor. Mama lui Krum, Lana (sau Svetlana) era de origine slavă.

## Stabilirea noilor frontiere
În anul 805, Krum a profitat de înfrângerea hanatului avarilor pentru a înfrânge restul avarilor și pentru a-și extinde autoritatea sa peste Munții Carpați, în Transilvania, și de-a lungul Dunării în estul Pannoniei. Bulgaria a avut astfel frontieră comună cu Imperiul franc, cu urmări importante în politica dusă de succesorii lui Krum.

## Conflictul cuNicefor I Genikos

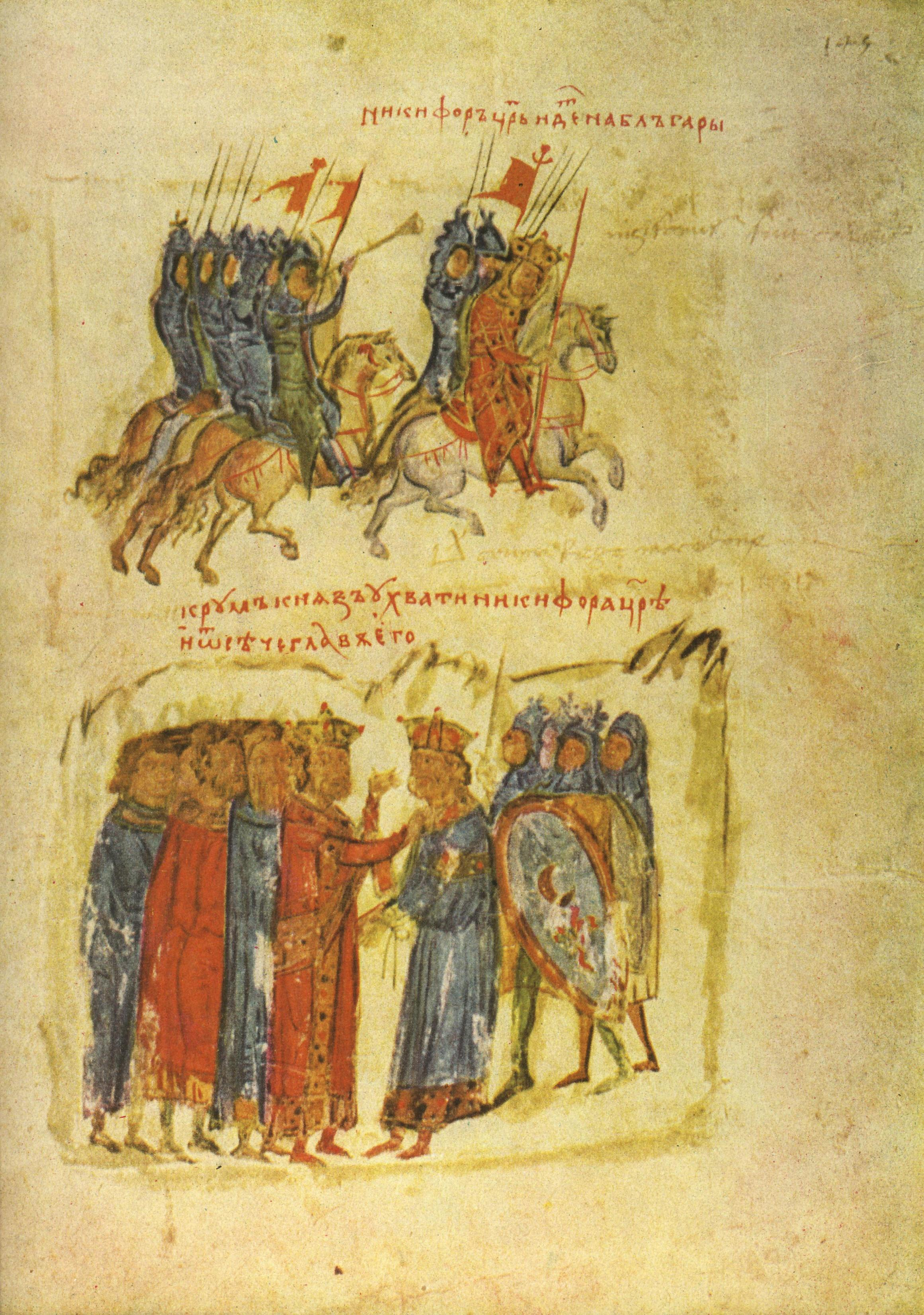
Miniatura 50-a din Cronica lui Constantin Manasses: Împăratul Nicefor I atacă Bulgaria dar este prins de către bulgari.

Krum s-a angajat într-o politică de expansiune teritorială. În 807 forțele bulgare au învins armata bizantină în valea Strumei. În 809, oștirea lui Krum a asediat și a forțat capitularea cetății Serdica (Sofia). După asediu a omorât garnizoana bizantină, de 6.000 de oșteni, în ciuda promisiunii lui Krum că viața acestora va fi cruțată. Actul a provocat reacția împăratului bizantin Nicefor (Nichifor) I, care a dispus strămutarea populației din Anatolia și a o coloniza de-a lungul frontierei pentru a o proteja. Nicefor I a încercat, fără succes, să recupereze și să refortifice Serdica.
La începutul anului 811, Nicefor I a întreprins o expediție masivă împotriva Bulgariei. A înaintat până la Marcellae (lângă Karnobat). Aici, Krum a încercat să negocieze cu el la 11 iulie 811, dar Nicefor a decis să-și continue campania. Armata lui a reușit să evite ambuscadele bulgarilor din Munții Balcani și a învins o oaste de 12.000 de oameni care încercau să blocheze înaintarea bizantinilor în Moesia. O altă armată  de 50.000 de oameni, adunată în grabă, a fost învinsă în fața zidurilor capitalei bulgare Pliska, care a căzut în mâinile împăratului la 20 iulie. Aici, Nichifor, care înainte de a deveni împărat fusese ministru de finanțe, a ajutat personal la strângerea tezaurului lui Krum. Totodată a permis oștirii sale să prade și să incendieze Pliska. O nouă tentativă diplomatică din partea lui Krum a fost respinsă.
În cronica sa din secolul al XII-lea, patriarhul Mihail Sirianul a descris atrocitățile lui Nicefor. Nichifor, împărat al romanilor, a năvălit asupra ținuturilor bulgarilor: el a fost victorios și a ucis un număr mare dintre aceștia. El a ajuns în cetatea de scaun a acestora, a cucerit-o și a devastat-o. Sălbăticia lui a mers până acolo că a ordonat să fie aduși copii mici în fața sa, să fie puși la pământ și uciși, spărgându-li-se capetele cu pietre.

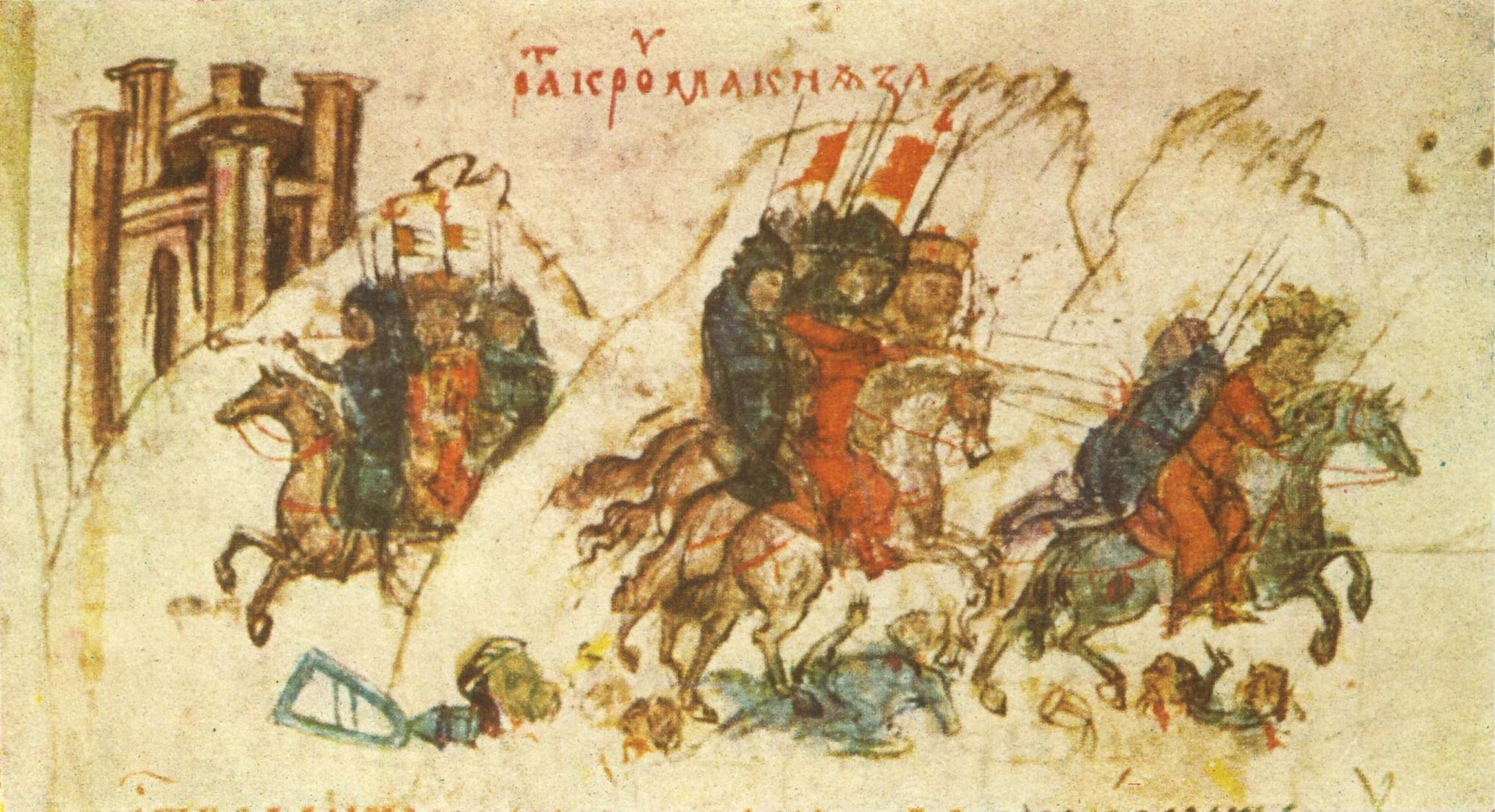
Miniatura 52-a din Cronica lui Constantin Manasses din sec. al XIV-lea: Armata lui Krum îl urmărește și îl rănește pe fiul și succesorul lui Nicefor I, Staurakios

În timp ce Nicefor I și armata sa se ocupau cu jaful, devastările și incendierea capitalei bulgarilor, Krum și-a mobilizat poporul (inclusiv femei) pentru a face alte capcane și ambuscade în trecătorile munților. Pe drumul spre Constantinopol, împăratul a primit informații despre aceste pregătiri de luptă, s-a panicat și a declarat de mai multe ori însoțitorilor săi: Chiar dacă am avea aripi nu vom putea scăpa de pericol. În zori, la 26 iulie, bizantinii au fost împresurați în trecătoarea Vărbica. Nicefor a fost ucis în luptă, împreună cu un număr mare de oșteni. Garda imperiala i-a dus fiul, Staurakios, în siguranță, departe de luptă, după ce Staurakios a fost rănit de o lovitură în gât care l-a paralizat. Potrivit tradiției, Krum a disups ca țeasta împăratului Nicefor să fie preparată, încrustată cu argint, și a folosit-o drept cupă pentru vin. Aceasta i-a sporit faima de brutalitate și, împreună cu invaziile și jafurile sale ulterioare pe teritoriul bizantin, i-au adus porecla Noul Sanherib.

## Conflictul cuMihail I Rangabe

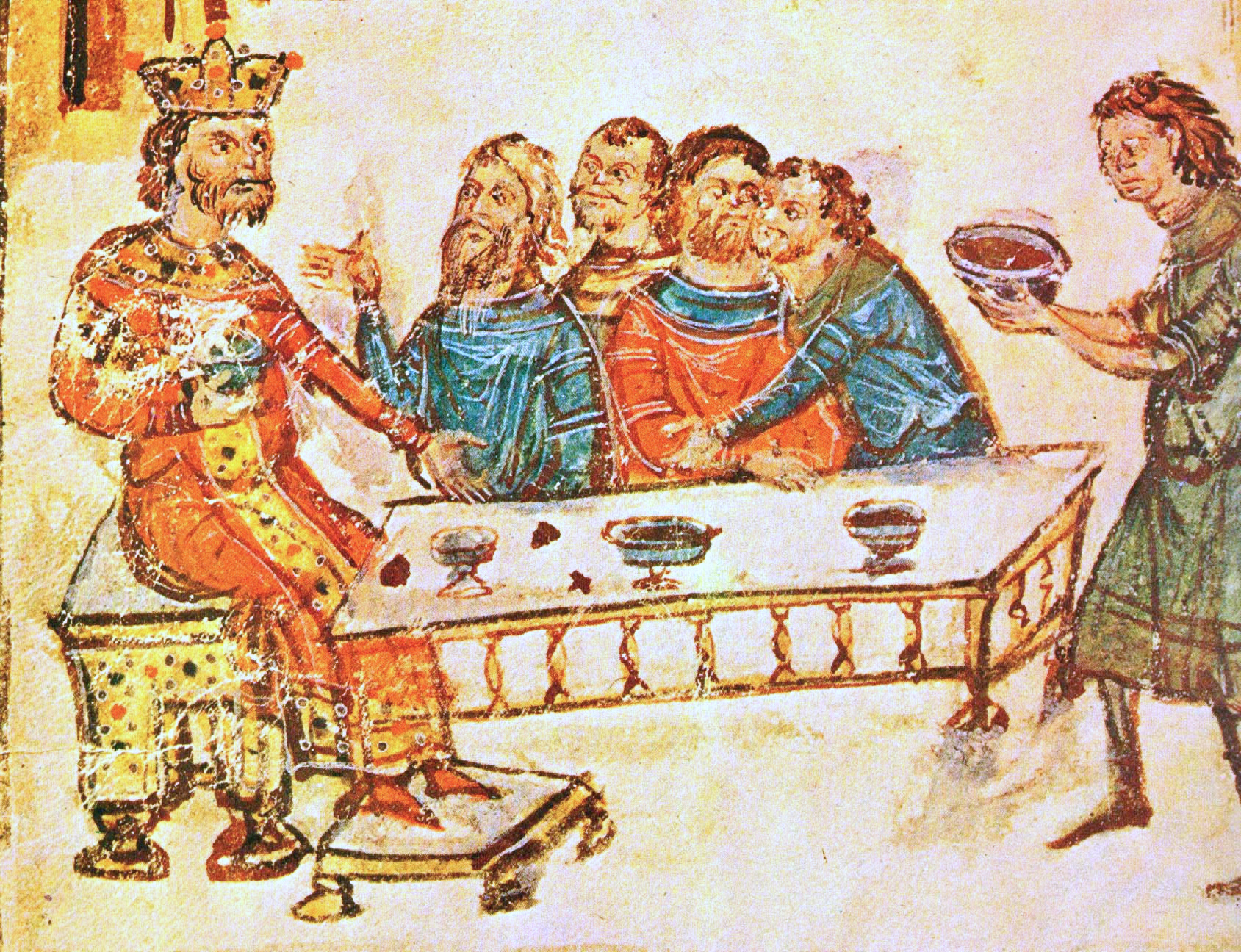
Krum sărbătorește alături de nobilii săi, în timp ce un rob (în dreapta) îi aduce craniul împăratului Nicefor, încrustat cu argint și transformat într-o cupă plină cu vin

Staurakios a fost forțat să abdice după o domnie scurtă (a murit din cauza rănilor în 812) și i-a succedat ginerele său Mihail I Rangabe. În 812, Krum a invadat Tracia bizantină, ocupând Develt și a forțat populația din cetățile apropiate să fugă la Constantinopol. De pe aceasta poziție de forță, Krum a oferit bizantinilor reactivarea tratatului de pace din 716. Noul împărat Mihai I Rangabe a respins propunerea, mai ales din cauza clauzei referitoare la schimbul de dezertori. Pentru a exercita o presiune mai mare asupra împăratului, Krum a asediat și cucerit în toamna anului 812 orașul Mesembria (Nesebar).
În februarie 813, bulgarii au atacat Tracia, dar au fost respinși. Încurajat de acest succes, Mihai I a adunat trupele din întregul imperiu și s-a indreptat spre nord, sperând într-o victorie decisivă. Krum și-a condus armata sa la sud de Adrianopol și a fixat tabăra lângă Versinikia. Mihai I și-a așezat armatele sale în fața bulgarilor, dar niciuna dintre părți nu a dat vreun atac timp de două săptămâni. În cele din urmă, la 22 iunie 813, bizantinii au atacat, dar s-au retras imediat în dezordine. Cavaleria lui Krum a zdrobit oastea bizantină, iar Krum s-a îndreptat spre Constantinopol, care a fost supus unui asediu. Discreditat, Mihai a fost silit să abdice și să se călugărească - al treilea împărat bizantin schimbat din cauza acțiunilor lui Krum.

## Conflictul cuLeon al V-lea Armeanul
Noul împărat, Leon al V-lea Armeanul, s-a arătat deschis negocierilor și a aranjat o întâlnire cu Krum. Când a ajuns, hanul Krum a fost atacat prin surprindere de arcașii bizantini și a fost rănit în timp ce încerca să scape. Furios, Krum a devastat împrejurimile Constantinopolului, a cucerit Adrianopolul și a strămutat locuitorii cetății (inclusiv părinții viitorului împărat Vasile I) dincolo de Dunăre. În ciuda apropierii iernii, Krum a profitat de starea favorabilă a vremii pentru a trimite 30.000 de oșteni în Tracia, unde aceștia au cucerit Arkadioupolis (Lüleburgaz) și au dus circa 50.000 de captivi în ținuturile bulgărești de-a lungul Dunării. Prada din Tracia a fost folosită pentru îmbogățire, iar unii prizonieri bizantini, fiind meseriași, au fost folosiți la reconstrucția cetății Pliska.
Krum a pregătit în timpul iernii un atac major asupra Constantinopolului. Dar acest atac n-a mai avut loc, întrucât a murit la 13 aprilie 814. La tron, i-a succedat fiul său Omurtag.

## Moștenire
Krum este amintit și pentru faptul că a introdus primul cod de legi bulgare, în baza cărora era garantată protecția săracilor. Băutura, calomnia și jaful erau pedepsite cu asprime. Prin legile sale, Krum a devenit cunoscut ca domnitor aspru, dar corect. El a fost cel care i-a adus pe slavi și protobulgari într-un stat centralizat.

## Galerie de imagini

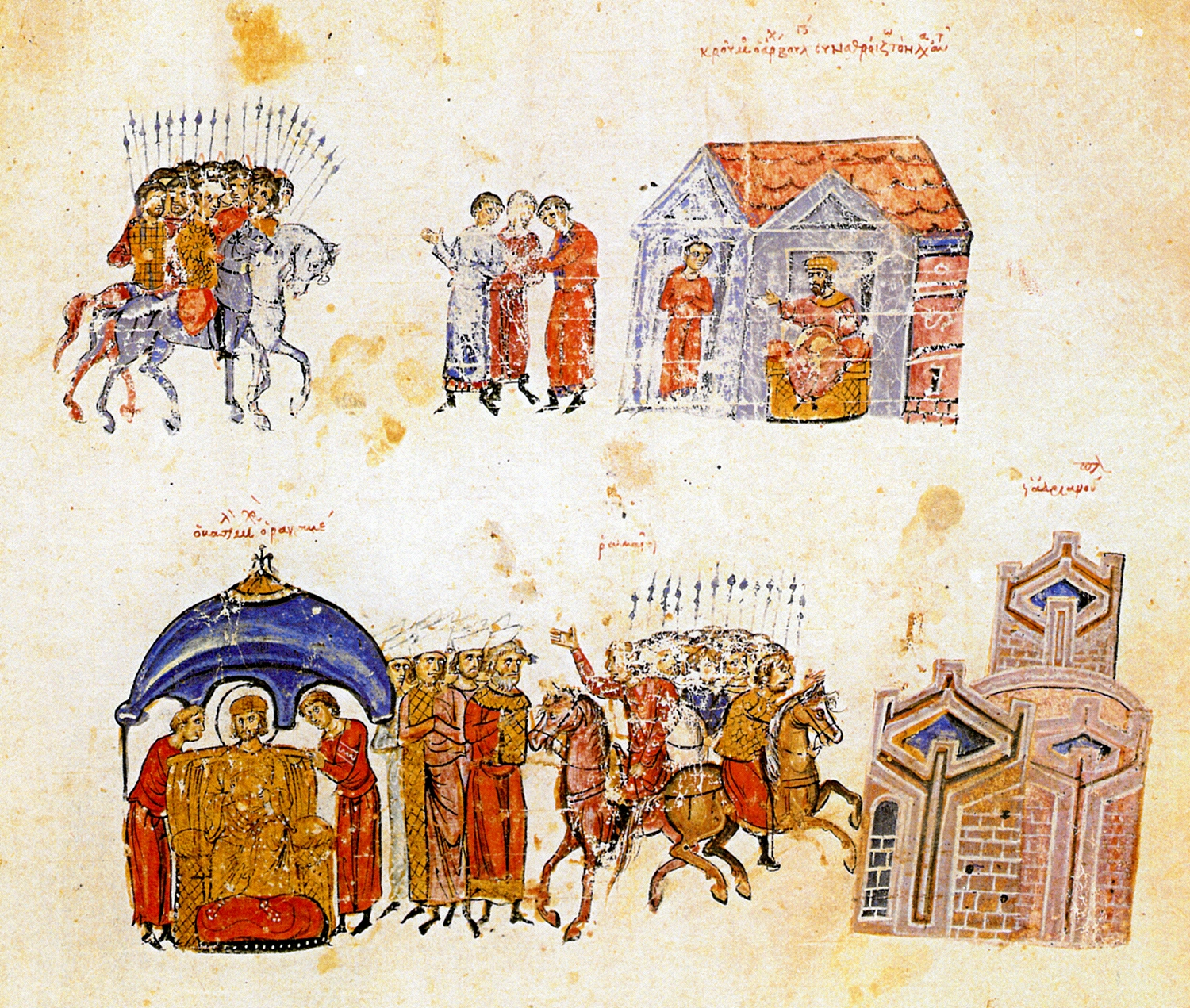
Armatele lui Krum (sus) şi Mihail I Rangabe (partea de jos), înainte de bătălia de la Versinikia (813).
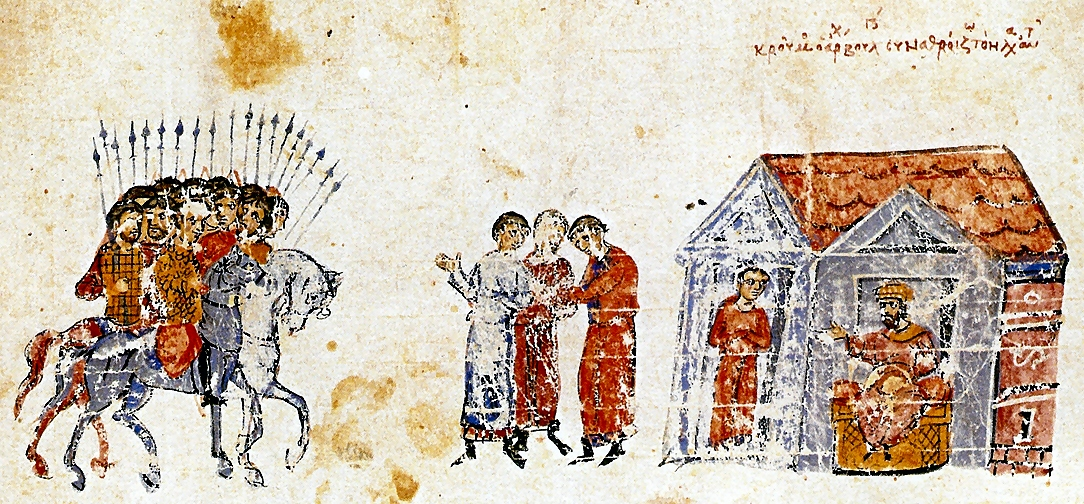
Detaliu.
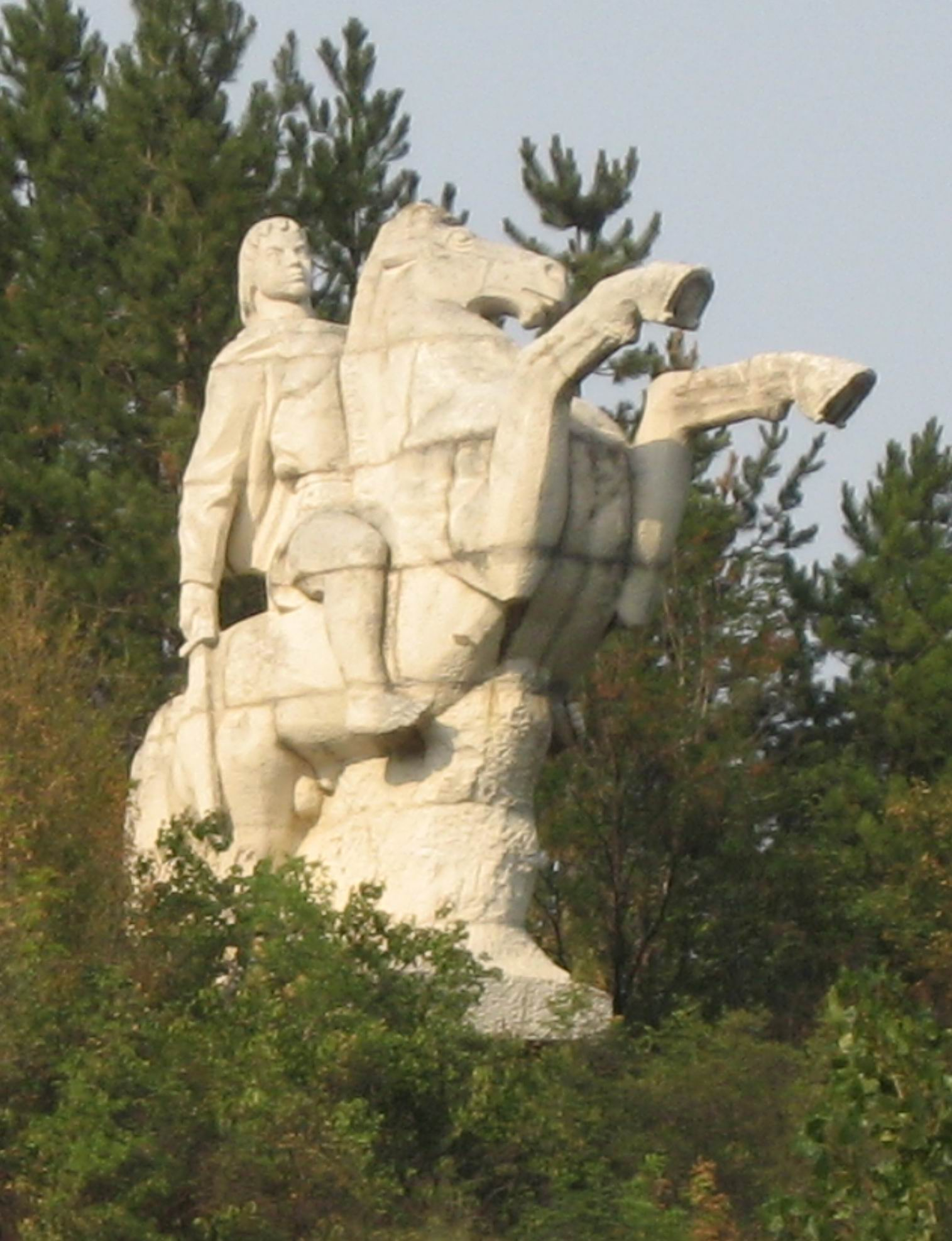
Statuia lui Krum lângă cetatea antică bulgară Misionis (Regiunea Târgoviște).
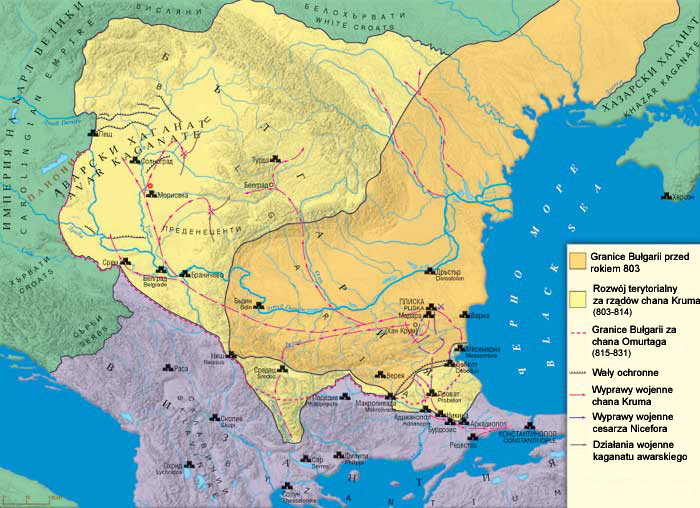
Bulgaria în timpul lui Krum.
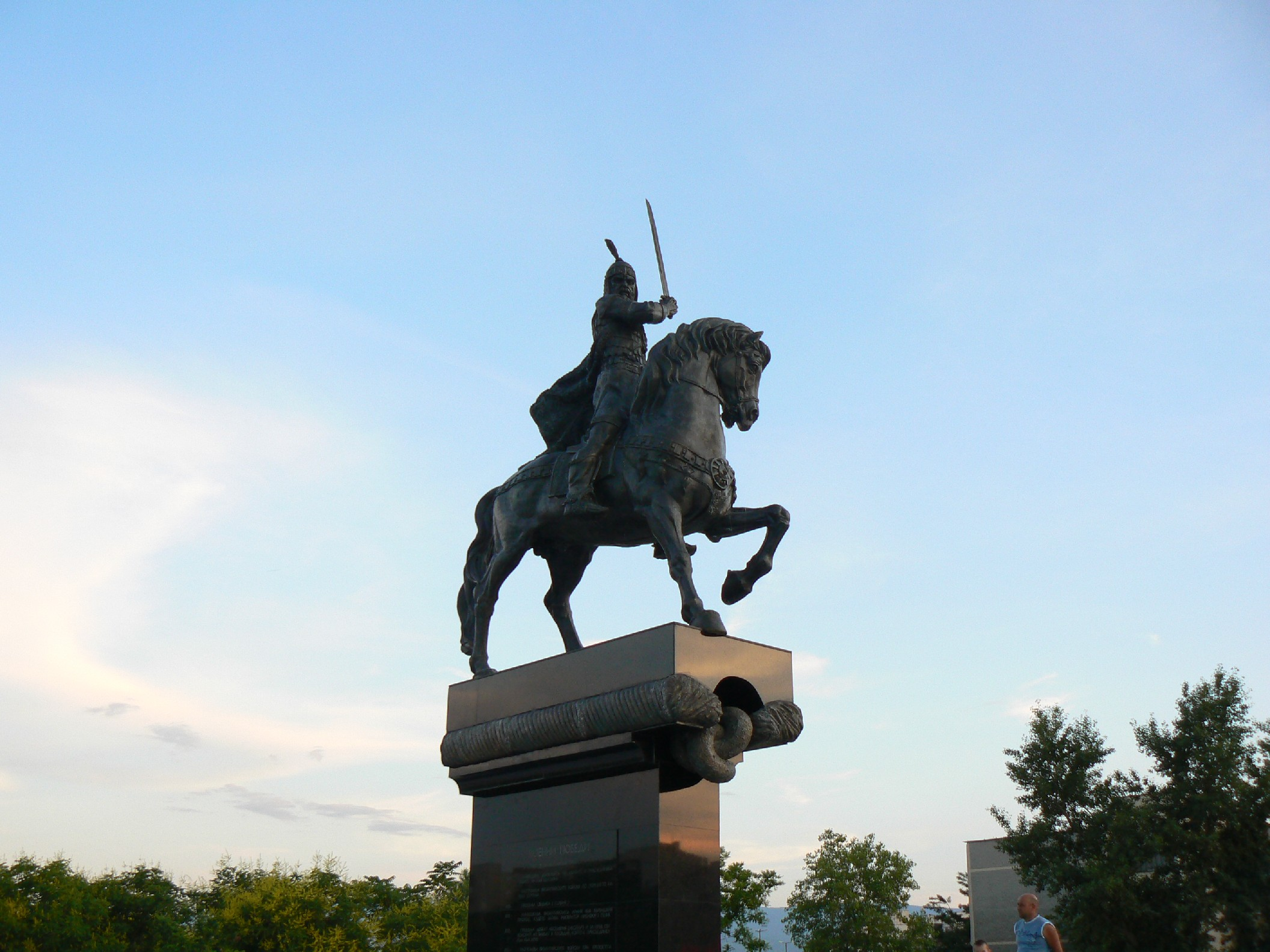
Statuia lui Krum la Plovdiv.
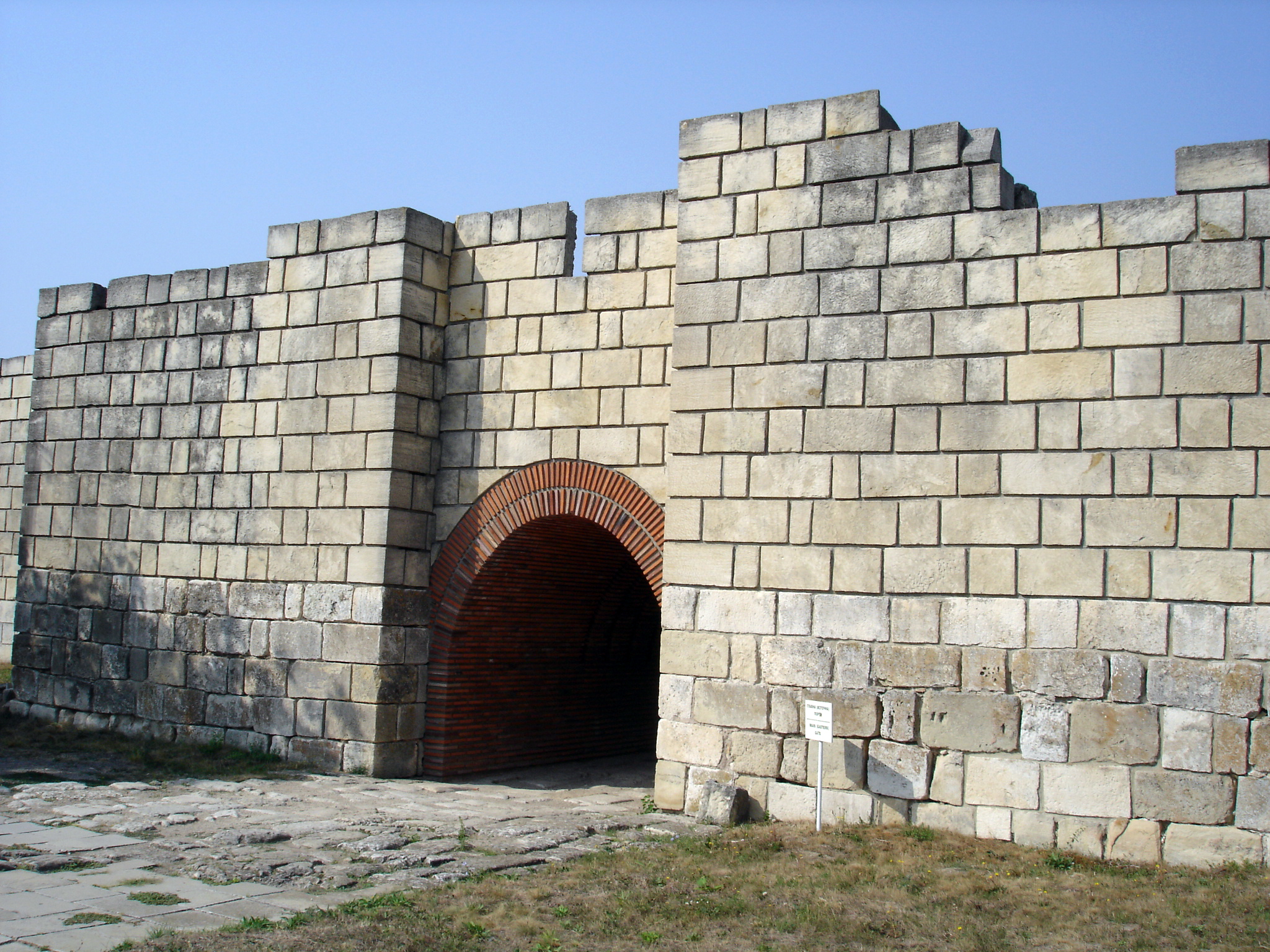
Zidurile primei capitale bulgare (Pliska).
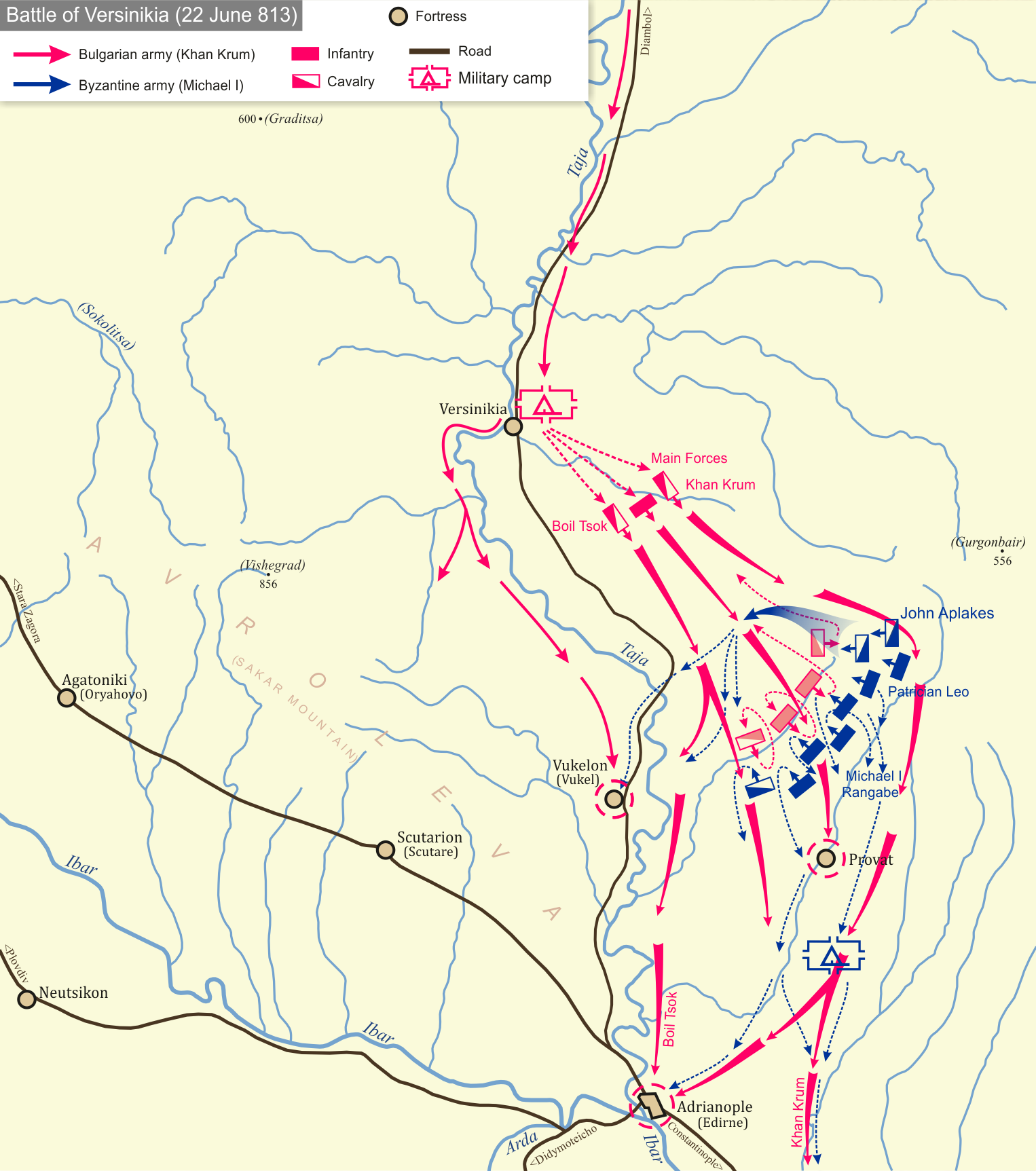
Bătălia de la Versinikia.
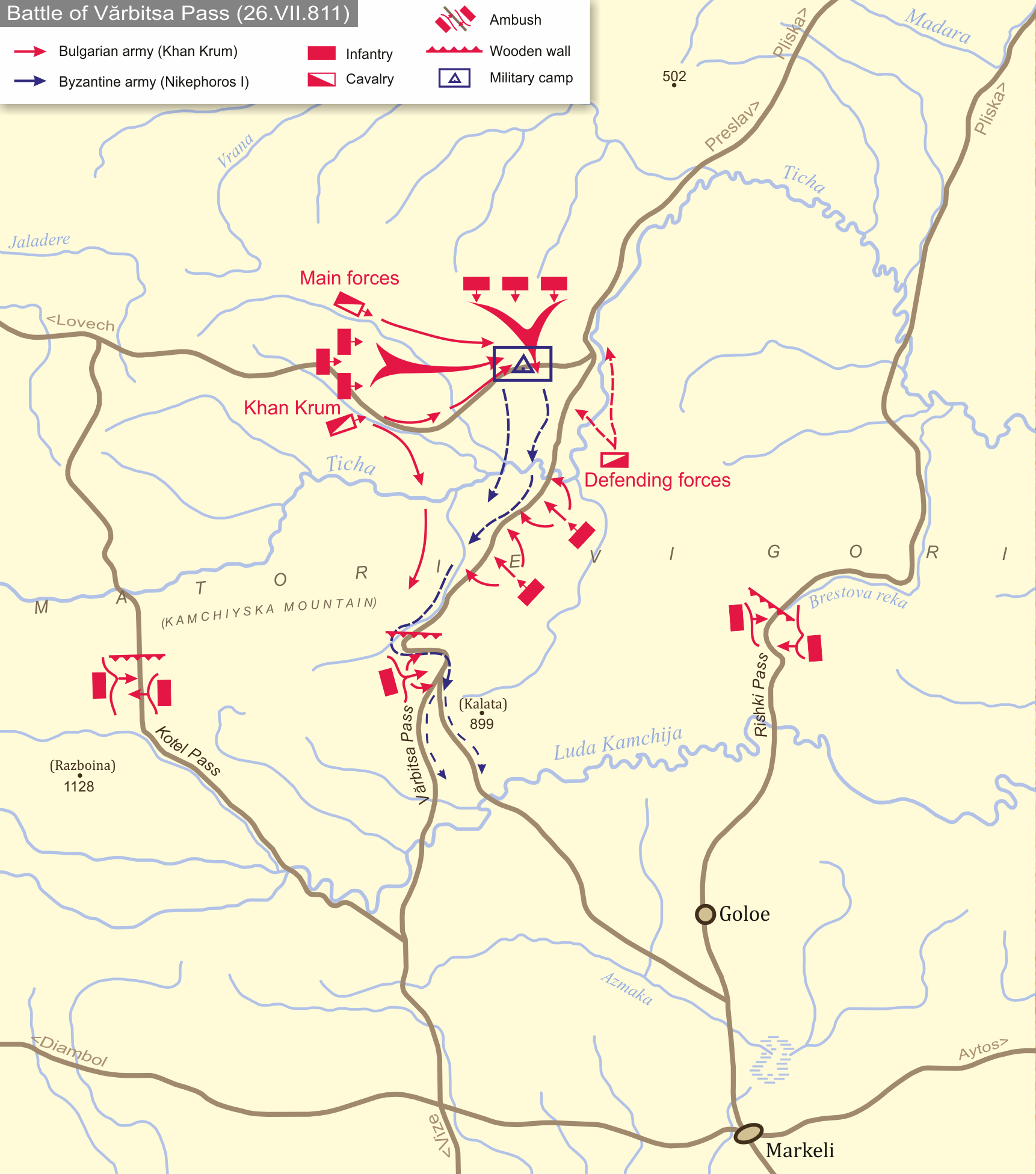
Bătălia de la Vărbitsa.
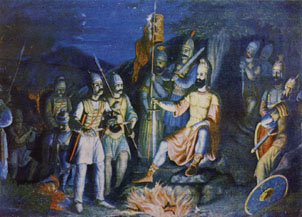
Hanul Krum primeşte capul tăiat al împăratului Nicefor I Genikos.